# Walk Away Renée!
Pour la chanson, voir Walk Away Renée.
Série
Tarnation
(2004)
Pour plus de détails, voir Fiche technique et Distribution.
Walk Away Renée! est un film de Jonathan Caouette sorti le 29 février 2012.
Il a été présenté au Festival de Cannes 2011.

## Synopsis
La suite de Tarnation, la vie d'un jeune homme instable et sa mère, Renee Leblanc.

## Fiche technique
- Titre : Walk Away Renée!
- Réalisation : Jonathan Caouette
- Photographie : Jason Banker, Jonathan Caouette, Andres Peyrot, Noam Roubah et Jorge Torres-Torres
- Montage : Brian McAllister et Marc Vives
- Production : Jonathan Caouette, Gérard Lacroix et Pierre-Paul Puljiz
- Société de production : Love Streams Productions, Morgane Production, Hummingbird 72, Polyester, Ciné+ et Agnès b. Productions
- Société de distribution : UFO Distribution (France) et Sundance Selects (États-Unis)
- Pays :  États-Unis,  France et  Belgique
- Genre : Documentaire
- Durée : 90 minutes
- Dates de sortie : 
  - France : 14 mai 2011 (Festival de Cannes), 2 mai 2012

## Distribution
- Jonathan Caouette : lui-même
- Joshua Caouette : lui-même
- Zoe Emre Dahan : mère jeune
- Adolph Davis : lui-même
- Gasner Demosthenes : Dr. Ubiddia
- Renee Leblanc : elle-même